# Соколов, Валентин Петрович (диссидент)
Валенти́н Петро́вич Соколо́в (Валентин Зэка, Валентин З/К; 27 августа 1927, Лихославль — 7 ноября 1982, Новошахтинск) — советский диссидент и поэт, политзаключённый в 1947—1956, 1958—1968 и 1970—1982 годах. Встречается также написание имени Валентин З/К.

## Биография
Родился 27 августа 1927 года в городе Лихославле Тверской области (современная ул. Бежецкая, 18) в семье служащего.
Языки и литературу Соколову преподавала Нина Иосифовна Панэ, внучатая племянница А. С. Пушкина. Начал писать со школьного возраста.
В 1945 году Соколов поступил в Московский институт стали и сплавов. Из института его призвали в армию. В 1947 году он был арестован в армии за отказ от участия в выборах и политические стихи и осужден военным трибуналом к 10 годам, отбывал срок в Воркутлаге. Вышел из заключения по амнистии.
В 1951 году работал металлургом на Сулинском металлургическом заводе в городе Красный Сулин. Участвовал в постановках драмкружка в городском Доме Культуры.
В 1956 году поселился в Новошахтинске (Ростовская область), работал шахтёром.
В 1958 году Соколов был осуждён вторично за «антисоветскую агитацию», 10 лет Дубравлага (Мордовия). В Новошахтинск он вернулся 31 августа 1968 года.
В 1970 году Соколов был приговорён к году лишения свободы по обвинению в краже духовых инструментов. В 1972 году он был вновь осуждён к 5 годам лишения свободы за столкновение с милицией по обвинению в злостном хулиганстве.
За несколько дней до освобождения он написал заявление об отказе от советского гражданства и потребовал выезда из СССР. За это он был обвинен в «распространении заведомо ложных измышлений, порочащих советский строй», признан невменяемым и направлен в спецпсихбольницу в Черняховск.
В сентябре 1982 года, за два месяца до смерти, его перевели в Новошахтинск, в обычную психиатрическую больницу, где он скончался от инфаркта и был похоронен на городском кладбище.

## Память
- Осенью 2013 года в Новошахтинске Валентину Соколову открыли памятник[3][6].

## Творчество
В середине 1960-х и в 1970-е годы Соколов воспринимается как лучший русский поэт ГУЛАГа. Стихи Соколова широко известны в политическом лагерном мире, проникли в лагерный фольклор, они звучат на западных «голосах», получают высокую оценку Александра Солженицына.
Поэзия Зэка отличается гражданской смелостью, в ней усиленное метафорическое начало и романтический пафос сочетаются с отчетливым изображением ужасов лагерной жизни.
С конца 1980-х годов подборки стихотворений Валентина Зэка и материалы о нём появляются в «Вопросах литературы», «Театральной жизни», «Литературной России» и т. д. Центральное телевидение в 1991 году создает документальный фильм о поэте.
Около 200 стихотворений поэта составили основу книги «Глоток озона», более 300 обнаружено позднее в «деле Соколова» (1994).
Фрагмент стихотворения:

«Они меня так травили,

Как травят больного пса,

Косые взгляды, как вилы,

Глаза — как два колеса…»

## Публикации стихотворений
- Стихи // Москва. — 1990. — № 11
- Глоток озона. — М., 1994. ISBN 5-85164-015-4
- Стихи // Книжное обозрение. — 1995. — № 22
- Из неопубликованных стихов. Стихи // Новое литературное обозрение. — 1998. — № 34. — С. 285—296
- Стихи // Беседка: поэты Лихославля. — Тверь, 1999. — С. 48-62.
- Тени на закате. — М.: Издательство Лира, 1999. ISBN 5-85164-049-9